# Chazé-sur-Argos
Chazé-sur-Argos é uma comuna francesa na região administrativa da Pays de la Loire, no departamento de Maine-et-Loire. Estende-se por uma área de 30,82 km². Em 2010 a comuna tinha 1 080 habitantes (densidade: 35 hab./km²).